# 白石ひより
白石 ひより (しらいし ひより、1984年1月12日 - ) は、日本の元AV女優。

## 略歴
2002年に『ホワイト』でAVデビュー。

2003年9月引退。

## 作品

### アダルトビデオ
2002年
- ホワイト (11月27日、KUKI)
- プラチナ 白石ひより (12月24日、KUKI)

2003年
- オアシス 白石ひより (1月23日、KUKI)
- フィールド・トリップ 白石ひより (2月22日、KUKI)
- ノーカット!!白石ひより (2月28日、KUKI)
- 南極2号 白石ひより (3月23日、KUKI)
- ノーカット!!白石ひより 2nd (4月25日、KUKI)
- 巨乳画報 5 白石ひより (5月23日、オブテイン・フューチャー)
- PIN UP XXX NO.18 白石ひより [完全攻略] (6月6日、バーチャルウェーブ)
- 美少女 白石ひよりちゃん(人気AV女優)の恥淫絶頂!! (6月6日、素人倶楽部)
- 痴女に挑戦 白石ひより (6月19日、グローリークエスト)
- ボンテージFUCKER VOL.6 (7月8日、バーチャルウェーブ)
- MECENAT GREATEST HITS 2 (7月15日、オブテイン・フューチャー)
- BEST RE-MIX VOL.13 白石ひより (8月7日、バーチャルウェーブ)
- AVモデルのオフハメ! 01 (8月8日、グローリークエスト)…共演:安井明日香、西澤友里
- 下半身超アップの世界6 (9月1日、MOODYZ)
- ドリームウーマン VOL.20 (10月1日、MOODYZ)
- バーチャルウェーブ上半期 BEST HITS VOL.1 (10月10日、バーチャルウェーブ)
- デジタルモザイク Vol.022 (11月1日、MOODYZ)
- プラチナ カップリング AVスーパースターズ (12月6日、バーチャルウェーブ)…共演:星野マキ
- バーチャルウェーブ下半期 BEST HITS VOL.1 (12月6日、バーチャルウェーブ)
- グローリークエスト5周年記念 BEST COLLECTION Vol.3 (12月9日、グローリークエスト)
- 濃縮 巨乳 2 (12月19日、オブテイン・フューチャー) …共演:沙里奈ユイ、姿麗子、山田まり

2004年
- 美脚BEST (3月1日、MOODYZ) 総集編 渡瀬晶、橘未稀、鈴木麻奈美、白石ひより 他8人
- ボンデージFUCKER スーパー◆スペシャル (3月10日、バーチャルウェーブ)
- 単体女優厳選オナニー (3月15日、MOODYZ) 総集編 渡瀬晶、鈴木麻奈美、白石ひより 他8人
- Back! Hip! Fuck! 3 (5月1日、MOODYZ) 総集編 矢田あき、橘未稀、鈴木麻奈美、白石ひより 他15人
- マンすじBEST (5月1日、MOODYZ) 総集編 吉永ゆりあ、渡瀬晶、橘未稀、白石ひより 他11人
- [清純派美少女] Best (5月15日、MOODYZ) 渡瀬晶、鈴木麻奈美、白石ひより 他8人
- 完全 白石ひより (5月21日、デジタルドリーム)
- 濃縮 白石ひより (5月21日、オブテイン・フューチャー)
- ネバスペ BEST 精液口戯スペシャル!! (7月1日、MOODYZ) 総集編 高瀬りな、白石ひより、沢口あすか 他4人
- フェラチオ BEST 4 (7月15日、MOODYZ) 総集編 吉永ゆりあ、白石ひより、沢口あすか 他3人
- 潮吹き BEST (8月1日、MOODYZ) 総集編 吉永ゆりあ、立河みゆ、涼風杏菜、白石ひより 他6人
- 爆乳パイズリ BEST (8月15日、MOODYZ) 総集編 吉永ゆりあ、白石ひより、小川音子 他9人
- 揺れる巨乳 BEST (10月1日、MOODYZ) 総集編 吉永ゆりあ、山咲萌すばる、白石ひより 他9人
- Premium BEST VOL.6 白石ひより (11月19日、デジタルバンク)

2005年
- 36人カリスマAVアイドル4時間SP (1月28日、ロイヤルアート)
- デジタルモザイク 挿入部ばかり集めました。 (2月1日、MOODYZ) 総集編 筒見友、立河みゆ、鈴木麻奈美、白石ひより 他11人
- オマ●コ!シテェ～ VOL.18 (2月15日、バーチャルウェーブ)
- フェラチオデジタルモザイク10連発! (4月1日、MOODYZ) 総集編 渡瀬晶、筒見友、白石ひより 他7人
- DREAM WOMAN ぶっかけコレクション (7月1日、MOODYZ) 総集編 吉永ゆりあ、堤さやか、鈴木麻奈美、白石ひより 他5人
- デジタルモザイクBEST 3 (8月1日、MOODYZ) 総集編 渡瀬晶、涼風杏菜、白石ひより 他7人

2006年
- 白石ひよりwithボインGALSプニプニSP 980 (6月30日、ロイヤルアート)
- 女子校生 PERFECT BLUE 240min (7月14日、KUKI)
- かわいくてエロッポいベスト28人 8時間 (12月25日、未来・フューチャー)

2007年
- KUKI オールスター新基準モザイクスペシャル 2 (4月20日、KUKI)
- 50人の女子校生 BOX 2枚組 1980 (4月27日、メディアバンク)
- ハイパーデジタルモザイク 白石ひより4時間 (5月1日、MOODYZ)
- AV女優 流出プライベート映像 (6月1日、A-BOX)
- 復活!!白石ひより (6月9日、ジャネス)
- レズ以上! 1 (6月5日、ジャネス) …共演:岡崎美女
- ハードレズプラス 1 (6月15日、ジャネス) …共演:河愛ひな
- KUKIピンクファイル あの新基準モザイクで魅せる! 白石ひより (9月28日、KUKI)

2008年
- 豪華人気女優大集合! 極エロFUCK全集 (3月19日、A-BOX)
- 豪華ハメ狂い淫乱女優大集合!8時間 (3月19日、A-BOX)
- MOODYZ人気女優のセックス!!ハイモザかけなおし4時間 (4月13日、MOODYZ)
- KUKIピンクファイル あのピンクファイルで魅せる! 白石ひより 2nd (6月13日、KUKI)